# براكو ديميترييفيتش
سلوبودان "براكو" ديميترييفيتش (من مواليد 18 يونيو 1948) هو فنان مفاهيمي من البوسنة . تتناول أعماله بشكل أساسي التاريخ ومكانة الفرد فيه. يعيش ويعمل في باريس ، فرنسا .
وقد عرض ديميترييفيتش أعماله على المستوى الدولي منذ السبعينيات، بما في ذلك في معرض تيت في عام 1985. شارك في معرض دوكومنتا (معارض العالم في الفن الحديث، يقام مرة كل خمس سنوات في مدينة كاسل وسط ألمانيا) (سنة 1972و1977 و1992) وفي معرض بينالي البندقية (1976، 1982، 1990، 1993 و2009). أعماله محفوظة في مجموعة معرض تيت ، ومتحف موما للفن الحديث في نيويورك ، ومجموعة مركز بومبيدو ، من بين آخرين.  

## حياته والعمل
ولد براكو في 18 يونيو 1948 في سراييفو ، البوسنة والهرسك . كان والده الرسام فوجو ديميترييفيتش ، أحد أشهر الفنانين المعاصرين في يوغوسلافيا. بدأ الرسم في سن الخامسة وظهر في برنامج تلفزيوني بعنوان Filmske Novosti (أخبار السينما) عام 1957  يعود أول عمل مفاهيمي له إلى عام 1963.
دراس في أكاديمية الفنون الجميلة في زغرب ، وتخرج منها عام 1971. ثم درس في مدرسة سانت مارتن للفنون في لندن من عام 1971 إلى عام 1973.
في عام 1976، كتب رسالة بعد التاريخ ، والتي شكلت الأساس النظري لأعماله الأولى.

## المعارض
- 2017: براكو ديميترييفيتش. Retrospektiva، متحف الفن المعاصر، زغرب، كرواتيا
- 2016: براكو ديميترييفيتش : معرض استعادي، GAM – غاليريا سيفيكا دارتي مودرنا إي كونتيمبورانيا، تورينو، إيطاليا
- 2016: براكو ديميترييفيتش – سنواتي في برلين، دانييل مارزونا، برلين، ألمانيا
- 2014: أوائل سنوات لندن 1971 – 1979، MOT International، لندن، المملكة المتحدة
- 2013: براكو ديميترييفيتش ، المتحف الوطني للفنون صوفيا، صوفيا، بلغاريا
- 2012: الإبحار إلى ما بعد التاريخ، متحف لاتفيا الوطني للفنون، ريغا، لاتفيا
- 2011: اللوفر هو الاستوديو الخاص بي، الشارع هو متحفي ، الصندوق الأبيض، نيويورك، الولايات المتحدة الأمريكية
- 2011: براكو ديميترييفيتش ، المتحف الوطني للتاريخ والفن، مدينة لوكسمبورغ، لوكسمبورغ
- 2009: تاريخ ما بعد المستقبل ، حدث جانبي، بينالي البندقية الثالث والخمسون، كا بيزارو، جاليريا إنترناسيونالي دارت موديرنا، البندقية، إيطاليا
- 2009: اللوفر هو الاستوديو الخاص بي، الشارع هو متحفي ، متحف الفن الحديث في سانت إتيان ، سانت إتيان، فرنسا
- 2008: براكو ديميترييفيتش: معرض استعادي ، متحف لودفيغ – متحف الفن المعاصر، بودابست، المجر.
- 2008: اللوفر هو الاستوديو الخاص بي، الشارع هو متحفي ، المتحف الوطني للفن المعاصر (MNAC)، بوخارست، رومانيا
- 2005: تريبتيكو بوست هيستوريكوس ، متحف أورسيه ، باريس، فرنسا
- 2005: براكو ديميترييفيتش، متحف الدولة الروسية ، سانت بطرسبورغ، روسيا
- 2005: براكو ديميترييفيتش، موديما – مؤسسة الفن المعاصر، ميلانو، إيطاليا
- 2004: براكو ديميترييفيتش ، متحف الفن الحديث دوبروفنيك، دوبروفنيك، كرواتيا
- 2000: تريبتيخوس بوست هيستوريكوس ، بوري تايدموسيو / متحف بوري للفنون ، بوري، فنلندا
- 1996: براكو ديميترييفيتش ، كونستهاله دوسلدورف ، دوسلدورف، ألمانيا
- 1995: براكو ديميترييفيتش: ضد الإحساس التاريخي بالجاذبية ، Hessisches Landesmuseum Darmstadt ، دارمشتات، ألمانيا
- 1994: براكو ديميترييفيتش: بطيء كالضوء وسريع كالفكر ، متحف مودرنر كونست شتيفتونغ لودفيغ ، فيينا، النمسا
- 1987: براكو ديميترييفيتش – فور مالويتش، موندريان، أينشتاين ، متحف فيلهلم هاك، لودفيغسهافن، ألمانيا
- 1987: تريبتيكوس بوست هيستوريكوس ، لو كونسورتيوم ، ديجون، فرنسا
- 1984: مناظر ثقافية. 1976 - 1984 ، متحف الفن برن ، برن، سويسرا / متحف لودفيغ ، كولونيا، ألمانيا
- 1979: الصور الفوتوغرافية والتركيبات ، معهد الفنون المعاصرة ، لندن، المملكة المتحدة
- 1975: براكو ديميترييفيتش، متحف Städtisches أبتايبرغ، مونشنغلادباخ، جمهورية ألمانيا الاتحادية
- 1974: براكو ديميترييفيتش ، متحف الفن المعاصر زغرب، زغرب، يوغوسلافيا السابقة

## روابط خارجية
- براكو ديميترييفيتش
- جاليري توري
- دخول التحف نسخة محفوظة 21 سبتمبر 2017 على موقع واي باك مشين.
- باللغة الفرنسية اللوفر هو الاستوديو الخاص بي، والشارع هو متحفي